# International Ultraviolet Explorer
Pour les articles homonymes, voir IUE.
L’International Ultraviolet Explorer (IUE) était un  télescope spatial ultraviolet équipé de spectrographes et placé en orbite en 1978. Il est le résultat d'une collaboration entre la NASA, le Science and Engineering Research Council (Royaume-Uni), et l'Agence spatiale européenne (ESA). Conçu pour fonctionner durant trois ans, il a été éteint pour des raisons budgétaires au bout de 18 ans après avoir fourni un grand nombre de résultats scientifiques relatifs à la composition chimique des étoiles, des galaxies, des quasars et des corps célestes du système solaire.

## Historique
L'astronomie spatiale connait ses premiers succès à la fin des années 1960 avec les satellites OAO-2 et OAO-3 de la NASA ainsi que TD-1A de  l'ESRO en Europe. Plusieurs études de nouveaux satellites sont réalisées à cette époque dont le projet  Ultraviolet Astronomical Satellite (UVAS) proposé par un groupe de scientifiques anglais. La NASA, le  Science and Engineering Research Council (Royaume-Uni) et l'ESRO, prédécesseur de l'Agence spatiale européenne, décident de développer ensemble ce projet portant sur un télescope ultraviolet équipé de spectrographes sur la longueur d'onde comprise entre 1150 et 3250 Å. La mise en place de cette coopération est laborieuse mais elle finit par aboutir en 1971. Selon les termes de l'accord conclu entre les différences agences, la NASA qui fournit les deux tiers du budget est responsable de l'ensemble du développement et du lancement, le Royaume-Uni fournit les caméras et l'ESRO les panneaux solaires ainsi qu'un centre de contrôle implanté près de Villanueva de la Cañada en Espagne.
Les responsables du projet optent pour une orbite géosynchrone qui positionne le satellite  au-dessus de la même longitude permettant ainsi une communication en temps réel permanente avec les stations sur Terre. Mais des considérations de masse imposent une orbite non circulaire qui font plonger régulièrement le satellite dans les ceintures de Van Allen. À chaque traversée des ceintures le temps d'exposition des observations devra être réduit pour limiter les effets du rayonnement sur les caméras chargées de recueillir les spectres électromagnétiques. Le satellite est contrôlé depuis deux centres qui se relaient au prorata du temps d'observation : l'un situé au centre spatial Goddard (NASA) durant 16 heures et l'autre durant 8 heures au Centre européen d'astronomie spatiale près de Madrid. Les scientifiques souhaitent une mission de longue durée (d'au moins 5 ans) mais les ingénieurs fixent à 3 ans la durée de vie nominale de IUE. Le satellite est lancé le 26 janvier 1978 par une fusée Delta 2914. Le lanceur puis le moteur d'apogée solidaire du satellite placent celui-ci sur une orbite géosynchrone de 32 050 × 52 254 km avec une inclinaison de 35,9°.
IUE a une durée de vie minimale prévue de trois ans et disposait d'une réserve d'hydrazine suffisante pour garantir cinq ans de fonctionnement. Le satellite va fonctionner durant 18 ans en prenant des dispositions pour contrebalancer les défaillances de matériel. Le satellite est surtout affecté pour les défaillances  de ses gyroscopes chargés de contrôler son orientation qui tombent en panne successivement en 1979, 1982, 1983, 1985 et 1996 ne laissant à cette date qu'un seul gyroscope en état de fonctionnement au lieu des trois normalement requis. Même dans cette configuration l'équipe projet parvient à maintenir le satellite dans un état opérationnel. Toutefois à la suite de difficultés budgétaires, la NASA réduit à compter de 1995 sa participation à la maintenance. L'ESA a continué à recueillir des données jusqu'en février 1996 date à laquelle les opérations sont également arrêtées pour des raisons budgétaires.

## Objectifs scientifiques

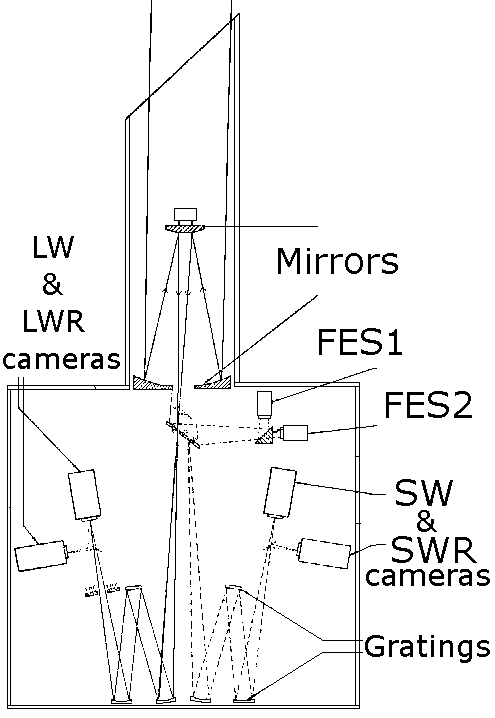
Schéma simplifié de la partie optique.

Les objectifs assignés à la mission IUE sont :
- obtenir des spectres électromagnétiques d'étoiles de tous les types pour en déduire leurs caractéristiques physiques
- étudier les courants gazeux à proximité et dans les systèmes d'étoiles binaires
- étudier les étoiles, quasars et galaxies faiblement visibles en basse résolution et interpréter les spectres résultant sur la base des spectres à haute résolution
- obtenir des spectres des planètes et des comètes
- effectuer des observations répétées des objets ayant un spectre variable
- étudier les modifications du rayonnement lumineux dus au gaz et à la poussière interstellaires

## Caractéristiques techniques
IUE est un satellite de 671 kg dont 237 kg correspondant à la masse du moteur d'apogée chargé de placer le satellite sur son orbite finale et 122 kg de charge utile scientifique. Il est long de 4,22 mètres pour un diamètre maximal de 142 cm hors panneaux solaires. Ces derniers sont fixes et fournissent une énergie moyenne de 424 watts. Deux batteries nickel-cadmium d'une capacité de 6 A-h fournissent l'énergie durant les périodes d'éclipse de Terre. Le satellite est stabilisé 3 axes. Six gyroscopes et des capteurs solaires fins et grossiers sont utilisés pour détecter les changements d'orientation que 3 roues de réaction (+1 de réserve) permettent de corriger. Pour désaturer les roues de réaction et effectuer des corrections d'orbite, IUE dispose également de 8 petits moteurs-fusées de 9 newtons de poussée et de 4 moteurs-fusées de 22 N de poussée fonctionnant à l'hydrazine dont 27,3 kg sont stockés à bord de 6 réservoirs distincts. Les données sont transmises au sol en bande S par un émetteur radio de 6 watts de puissance permettant un débit compris entre 1,24 et 40 kilobits par seconde.

### Instrumentation

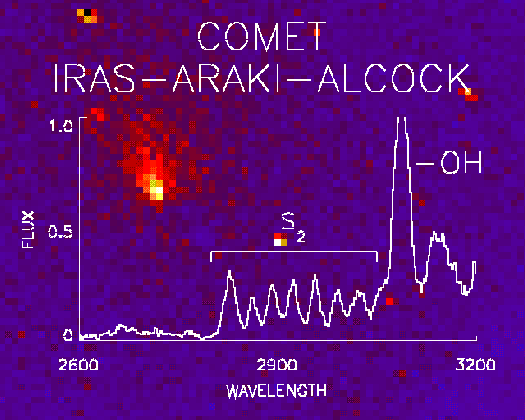
Spectre électromagnétique de la comète IRAS-Araki-Alcock réalisé par IUE, mettant en évidence la présence de la molécule de soufre (S2) et du radical hydroxyle (OH). En superposition, l'image prise par la caméra de pointage FES.

La charge utile est constituée d'un télescope, de deux spectrographes ultraviolets dont les images sont recueillies par quatre caméras et de deux caméras permettant d'assurer le guidage. Le télescope est de type Ritchey-Chrétien  avec un miroir en béryllium de 45 cm de diamètre et une focale de  f/15.
- les deux spectrographes fournissent des spectres électromagnétiques pour les longueurs d'onde comprises respectivement entre 1850 et 3300 Å et entre 1150 et 2000 Å. Chaque spectre peut être pris en utilisant une ouverture en forme de fente de 10x20 secondes d'arc ou un cercle de 3 secondes d'arc. Les spectrographes peuvent fonctionner selon deux modes : un mode à haute résolution utilisant un  réseau de diffraction à échelles fournit une résolution de 0,2 Å tandis que le mode à basse résolution n'utilisant par le réseau de diffraction fournit un spectre avec une résolution de 6 Å.
- les spectres électromagnétiques sont recueillis par quatre caméras (dont deux de rechange) utilisant des tubes Vidicon et des convertisseurs ultraviolet. L'image est obtenue par accumulation durant toute la durée d'observation. Le résultat est transmis sous forme d'une grille de 768x768 pixels de données codées sur 8 bits.
- deux caméras FES (Fine Error Sensor ) fonctionnant en lumière visible et avec un champ optique de 16 minutes d'arc et une résolution optique de 8 secondes d'arc permettent d'identifier le champ d'étoiles cibles et sont utilisées pour maintenir l'axe optique du télescope pointé avec une précision d'une demi secondes d'arcs

## Résultats scientifiques
Durant ses 18,7 années d'activité IUE a fourni  plus de 104 000 spectres électromagnétiques à haute et basse résolution portant sur environ 9 600 objets célestes de tous types, incluant notamment des planètes, comètes, étoiles, gaz interstellaires, supernovae, galaxies et quasars. Les données recueillies sont archivées au Institut national de technique aérospatiale (INTA)  en Espagne pour le compte de le Centre européen d'astronomie spatiale et au centre d'archivage multi-missions du Space Telescope Science Institute (STScI) à Baltimore pour le compte de la NASA.
L'un des points forts de IUE était sa réactivité qui lui permettait d'observer des événements fugaces comme ceux associés aux comètes, aux novæ et supernovæ. Ainsi IUE est le seul instrument à avoir effectué une observation en ultraviolet de la  supernova 1987A dans le Grand Nuage de Magellan. En suivant la trajectoire de la comète  IRAS-Araki-Alcock, le télescope a permis de détecter pour la première fois la présence de soufre dans une comète. IUE a également observé la collision de la comète Shoemaker-Levy  avec la planète Jupiter en 1994.

De la conception au lancement
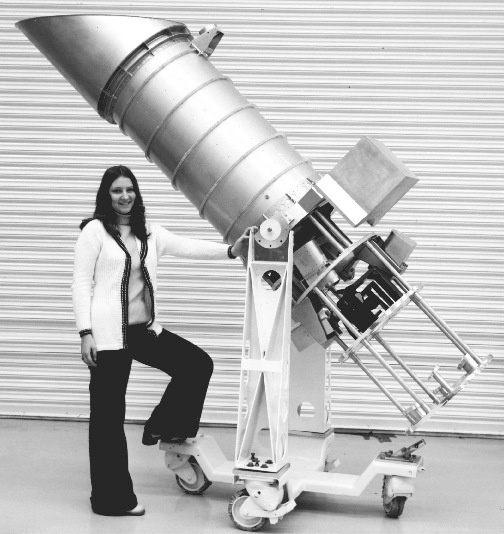
La partie optique.
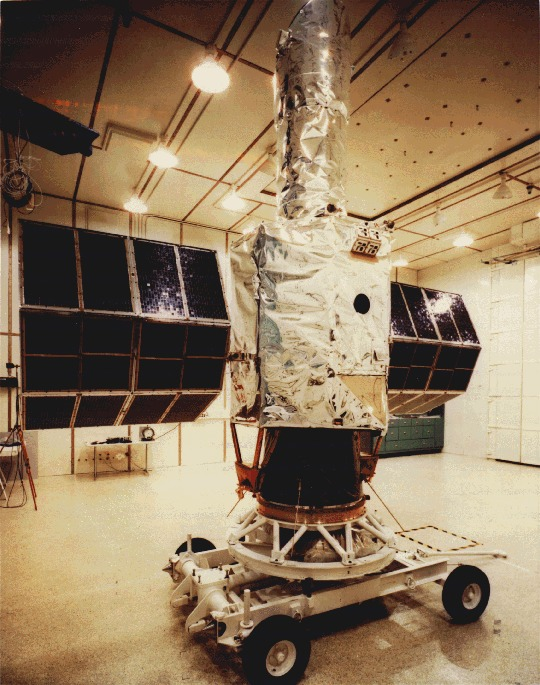
Le télescope IUE entièrement assemblé.
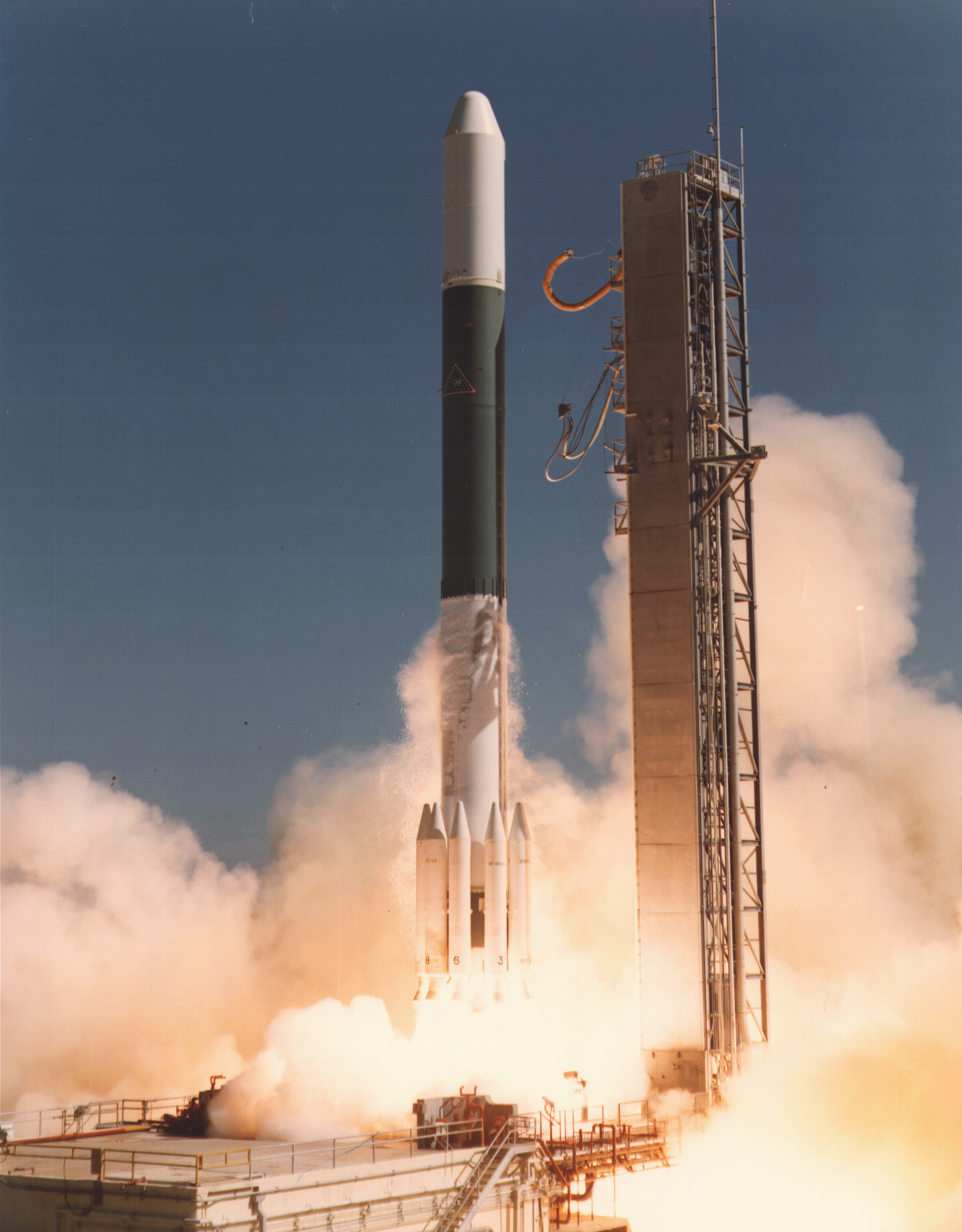
Lancement d'IUE.